# Militæropvisning paa Flyvepladsen
Militæropvisning paa Flyvepladsen er en dansk film fra 1911 produceret af Nordisk Films Kompagni med dokumentariske optagelser af en militæropvisning.

## Handling
Soldater gør gymnastik på Kløvermarken, kraftspring, spring over "hest". Soldater bygger pontonbro. Fægtning til hest. Ridebanespring. Husarer til hest. Hestetrukken feltartilleri. Kanoner affyres. Hele opvisningen rider forbi tribune. Kong Christian X er til stede i tribune, hilser på officerer. Stige rejses til observation rejses på marken. Gymnastik, stående øvelser, atletik. Kongen hilser på officerer og soldater og sætter sig til rette i stol. Feltartilleri. Revy, forbi-defilering, feltartilleri.